# Stazione di Iburihashi
La stazione di Iburihashi (動橋駅?, Iburihashi-eki) è una fermata ferroviaria della città di Kaga, nella prefettura di Ishikawa in Giappone. La stazione è gestita dalla JR West e serve la linea principale Hokuriku. Fino agli anni '70, la stazione offriva anche interscambio con la linea Kanan delle ferrovie dell'Hokuriku, a oggi dismessa.

## Linee
JR West
■ Linea principale Hokuriku

## Struttura
La fermata (definita tale in quanto non sono presenti scambi e altre infrastrutture tipiche della stazione ferroviaria) è costituita da un marciapiede a isola e uno laterale, con due binari passanti, collegati al fabbricato viaggiatori da una passerella.
| 1 | ■ Linea principale Hokuriku | per Fukui e Tsuruga   |
| 2 | ■ Linea principale Hokuriku | per Kanazawa e Toyama |

## Stazioni adiacenti
| 《                        | Servizio                  | 》                        |
| Linea principale Hokuriku | Linea principale Hokuriku | Linea principale Hokuriku |
| ------------------------- | ------------------------- | ------------------------- |
| Kaga-Onsen                | Locale                    | Awazu                     |